# Stemonyphantes altaicus
Stemonyphantes altaicus là một loài nhện trong họ Linyphiidae.
Loài này thuộc chi Stemonyphantes. Stemonyphantes altaicus được Andrei V. Tanasevitch miêu tả năm 2000.